# Reformiertes Pfarrhaus Gebenstorf

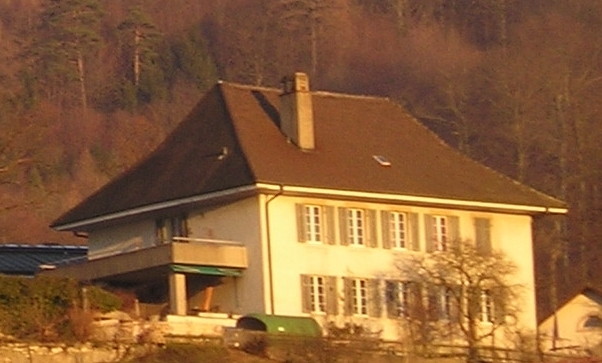
Das reformierte Pfarrhaus Gebenstorf mit dem in der Zwischenzeit ersetzten Anbau an der linken Seite.

Das reformierte Pfarrhaus Gebenstorf ist ein kommunal geschütztes Bauwerk in Gebenstorf in der Schweiz.  Es steht gemeinsam mit der reformierten Kirche und dem Kirchgemeindehaus auf einem Bergvorsprung zwischen dem Reusstal und dem Höllibach.

## Geschichte
Das Gebenstorfer Pfarrhaus wurde 1767 durch den Berner Werkmeister Niklaus Sprüngli errichtet und 1768 vom damaligen reformierten Pfarrer Frey bezogen. Der Neubau wurde durch den Patronatsherrn der Kirche, den Berner Hofmeister des ehemaligen Klosters Königsfelden bezahlt und kostete 5271 ½ Gulden. Die Innenrenovation von 1970 zeichnet sich durch den Versuch aus, das alte Bauwerk in ein modernes Pfarrhaus zu verwandeln. Dabei entstand auch der in der Bau- und Nutzungsordnung der Gemeinde Gebenstorf kritisierte Anbau, der bei der Aussenrenovation 2011 wieder entfernt wurde.